# تیلور کومو
تیلور کومو (انگلیسی: Taylor Comeau؛ زادهٔ ۲۱ ژوئیهٔ ۱۹۹۳) بازیکن فوتبال اهل ایالات متحده آمریکا است.
از باشگاه‌هایی که در آن بازی کرده‌است می‌توان به باشگاه فوتبال آپولون لیماسول، باشگاه فوتبال پورتلند تورنز، و شیکاگو رد استارز اشاره کرد.